# Lergrundsbådarna
Lergrundsbådarna är en ö i Finland. Den ligger i Finska viken eller Skärgårdshavet och i kommunen Hangö i den ekonomiska regionen  Raseborg i landskapet Nyland, i den sydvästra delen av landet. Ön ligger omkring 120 kilometer väster om Helsingfors.
Öns area är 0,8 hektar och dess största längd är 160 meter i nord-sydlig riktning.